# Седьмая битва при Изонцо
Седьмая битва при Изонцо (ит. Settima battaglia dell'Isonzo) — неудачное наступление итальянской армии, проводившееся с 14 по 16 сентября 1916 года против австро-венгерских войск во время Первой мировой войны.
Начальник генштаба итальянской армии Кадорна, несмотря на усталость войск, предпринял попытки прорвать австро-венгерский фронт осенью 1916 года. Целью итальянских атак были австро-венгерские окопы на Карсо, между Адриатическим морем и Горицией.

## Ход сражения
Подготовительный обстрел итальянской артиллерией начался постепенно 7 сентября и усилился к 10-му числу. Вечером 13 сентября к артиллерии присоединилась эскадрилья тяжелых бомбардировщиков, бомбардировавшая австро-венгерские позиции.
Утром 14 сентября бомбардировка достигла пика интенсивности, а во второй половине дня войска герцога Аостского начали атаку. Сильная гроза и последовавший туман не способствовали атакам. Командование 3-й итальянской армии приказало войскам прервать атаку и удерживать достигнутые позиции, в то время как артиллерия должна была продолжать обстреливать позиции противника.
На рассвете 15-го числа пять бригад атаковали австро-венгерские позиции и обнаружили, что между первой и второй линиями находились еще две, оборудованные проволочными заграждениями. Австро-венгры, медленно отступая, постоянно обстреливали из пулеметов противника. К вечеру итальянцы сумели продвинуться только на 300 метров. 16 сентября наступление закончилось. 

## Результаты
Именно в ходе этого сражения Кадорна применил тактику «плечевых атак», то есть энергичных, но кратковременных ударов по ограниченным секторам. Битва длилась всего четыре дня, но потери с обеих сторон были ужасными. Итальянцы потеряли 20 333 солдат и 811 офицеров.